# Schwimmclub Uster Wallisellen
Der Schwimmclub Uster (kurz: SCU) ist ein Schweizer Schwimmclub aus Uster im Kanton Zürich. Er ist Mitglied des Schweizerischen Schwimmverbands (Swiss Swimming).

## Geschichte

### 1941–1971
Der Schwimmclub Uster wurde am 25. November 1941 vom ersten Präsidenten, Max Stocker, sowie 6 weiteren Rettungsschwimmer gegründet. Ziel war es, den Schweizer Schwimmsport zu fördern. Während den ersten 30 Jahren seiner Existenz war der Club durch die fehlende Infrastruktur dazu gezwungen, ein "Sommerverein" zu sein. Trainiert wurde im 20 Meter kurzen Dorfbad sowie in der Seebadi Uster. Beide Becken waren, nicht wie heutzutage üblich, ungeheizt. In dieser Zeit wuchs die Mitgliederzahl auf 20–30 Schwimmer. Das Ausrichten der Langstrecken-Schweizermeisterschaft im Jahr 1955 im Greifensee, galt als erster Höhepunkt der Vereinsgeschichte. Mit Max Gnehm nahm zudem das erste Mal überhaupt, ein SCU-Schwimmer an einer Schweizermeisterschaft teil. In den 60er Jahren wurde Peter Föhn im Verein gross. Er nahm nach seinem Wechsel zum Schwimmverein Limmat als erster, zwar ehemaliger Ustermer, an der Europameisterschaft in Barcelona teil. Weiter trat 1965 Philippe Walter, der noch heute als Präsident amtet, dem Schwimmclub bei.

### 1972–1985
Nach langem Warten eröffnete 1972 das neu erbaute Hallenbad Buchholz in Uster seine Türen. Hauptmerkmal war das 25 m Schwimmbecken mit 4 Bahnen. Damit endete die Ära des "Sommervereins" und vorbei war es mit kalten Trainings im Greifensee. Kurz nach der Eröffnung kehrte Peter Föhn als Trainer zum Schwimmclub Uster zurück. Er leitete fortan die 4 wöchentlichen Trainingseinheiten an 2 Stunden in den Hallenbädern Uster sowie Bauma. Für den SCU war die eine Bahn, die ihm jeweils zur Verfügung stand, ein richtig gehender Luxus. Und dies obwohl die Mitglieder, ganz egal ob jung oder alt, Elite oder Anfänger, Sprinter oder Langstreckenschwimmer, alle zusammen trainierten. Begünstigt durch die von Peter Föhn gegründete Schwimmschule Uster, gewann der Verein dann weiter an Mitgliedern.
Im Jahre 1996 wurde der SCU vom Schweizerischen Schwimmverband zu einem nationalen Schwimm-Leistungszentrum und Nachwuchs-Stützpunkt ernannt. Athleten des Verein nahmen an Olympischen Spielen, Welt- und Europameisterschaften sowie an Universiaden teil. Die momentan bekanntesten Aktiven sind: Vanna Djakovic, Lea Harrison, Panna Kliment, Angelina Patt, Flavio Bucca, Antonio Djakovic, Gian-Luca Gartmann, Fabian Kempf, Noé Ponti, Danil Sokolovskiy sowie Timo Sorgius.

## Erfolge

### National
Der Schwimmclub Uster zählt in der Schweiz zu den erfolgreichsten Schwimmvereinen. Mit Stand April 2025 hat der Club insgesamt schon 1'365 Schweizermeistertitel gewinnen können. Der SCU steht an nationalen Meisterschaften regelmässig zu Oberst im Medaillenspiegel.

### International
Bisher konnten 66 Schwimmer den SCU und die Schweiz an Olympischen Spielen, diversen Welt-, Europameisterschaften sowie an Universiaden vertreten.

## Training
Der Schwimmclub Uster bietet Schwimmsport begeisterten Menschen in den unterschiedlichsten Altersklassen ein optimales Trainingsumfeld an. Den Mitgliedern bietet sich die Möglichkeiten, bis zu 10 Mal wöchentlich in den Hallenbädern Uster sowie Wallisellen zu trainieren. Der Schwimmclub ist neben dem Partner Schwimmschule in 5 verschiedene Trainingsstufen unterteilt:
- Kids: Kids (Stufen 1–3), Kids Sport sowie Sportschwimmen (Stufen 1–4)
- Nachwuchs: Nachwuchs (Stufen 1–3), Nachwuchs Sport
- Jugend: Jugend (Stufen 1–3), Jugend Sport
- Junioren: Junioren, Junioren Sport
- Elite: Elite, 1. Mannschaft, Masters, Erwachsenen Training, SCUMA

## Ehemalige Schwimmer
- Dominique Diezi
- Julia Hassler
- Flori Lang
- Remo Lütolf
- Dominik Meichtry
- Karel Novy
- Carmela Schlegel
- Martin Schweizer
- Stephanie Spahn
- Chantal Strasser
- Maria Ugolkova
- Lena Kreundl